# Hubert Delange
Hubert Delange (* 1913; † 25. Juli 2003) war ein französischer Mathematiker, der sich mit analytischer Zahlentheorie befasste.

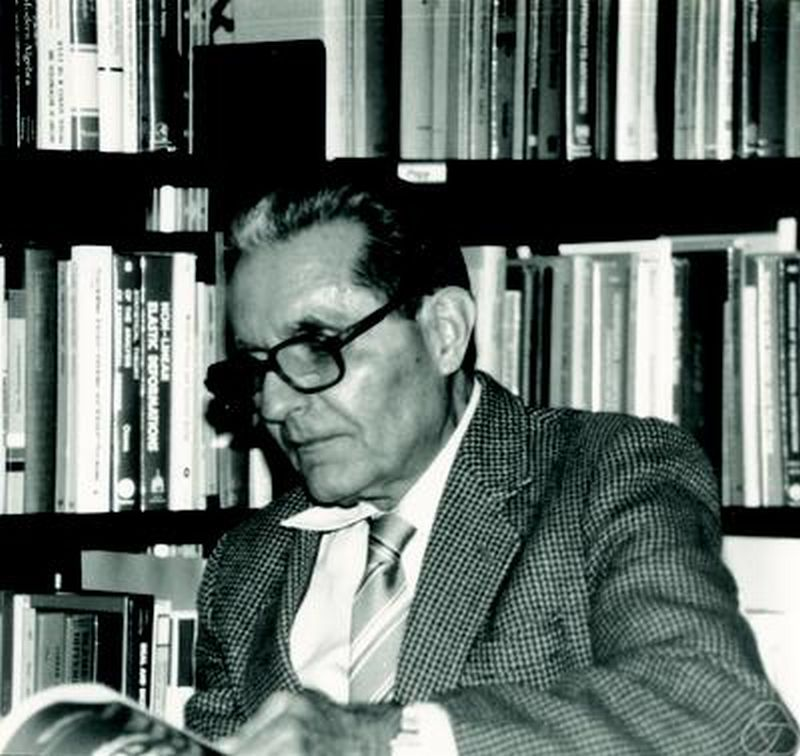
Hubert Delange, Oberwolfach 1986

## Leben
Delange studierte an der École Normale Supérieure (Agrégation 1935) und wurde 1939 bei Paul Montel in Analysis mit einer Dissertation über die Konvergenz bestimmter Reihen von Polynomen promoviert. Während der Besatzung im Zweiten Weltkrieg war er Professor an der Faculté des Sciences in Clermont-Ferrand, wo damals auch die französische Universität Straßburg unter deutscher Besatzung exilierte. Er war dort Dekan (Doyen) und zeitweise in Haft. In Clermont-Ferrand wandte er sich der analytischen Zahlentheorie zu, wo er über Tauber-Theoreme und arithmetische Funktionen forschte. Er publizierte bis ins hohe Alter (2000). Nach dem Zweiten Weltkrieg wurde er nach Paris berufen.
Delange gründete 1958 die Mathematikfakultät und allgemein das universitäre Zentrum in Orsay, zunächst um die Zeit des Neubaus der Universität Paris in den 1960er Jahren zu überbrücken. Das Zentrum in Orsay, wo auch ein damals fortgeschrittenes Rechenzentrum war, wurde um 1965 praktisch unabhängig und um 1970 wurde daraus die Universität Paris-Süd, an der er dann bis zu seiner Emeritierung 1982 Professor war.
Er gründete 1959 mit Charles Pisot und später Georges Poitou das in Paris abgehaltene Seminar für Zahlentheorie, bekannt als DPP (Seminaire Delange-Pisot-Poitou), das von besonderer Bedeutung für die Entwicklung der Zahlentheorie in Frankreich war. Das Seminar fand regelmäßig Montag nachmittags am Institut Henri Poincaré statt. 1995 wurde daraus das Seminaire de théorie des nombres de Jussieu. Die Seminarvorträge des DPP wurden auch in einer eigenen Reihe veröffentlicht.

## Schriften
- Théorèmes taubériens et applications arithmétiques, Société royale des sciences de Liège, 1955.